# A Disney+ saját gyártású műsorainak listája
A Disney+ a Disney Media and Entertainment Distribution tulajdonában lévő video on demand streaming-szolgáltatás, mely az Egyesült Államokban 2019. november 12-én indult el, később pedig fokozatosan világszerte számos országban, köztük Magyarországon is megjelent. Saját gyártású tartalmait olyan Disney tulajdonú márkák készítik, mint a Disney Branded Television, a 20th Century Studios, a Pixar, a Marvel Studios, a Lucasfilm és a National Geographic.

## Saját gyártású műsorok

### Dramák
| Cím (zárójelben az eredeti cím)                                            | Műfaj                                           | Premier              | Évadok            | Játékidő   | Állapot                            |
| -------------------------------------------------------------------------- | ----------------------------------------------- | -------------------- | ----------------- | ---------- | ---------------------------------- |
| A Mandalóri (The Mandalorian)                                              | sci-fi, akció/kaland                            | 2019. november 12.   | 3 évad, 24 epizód | 33–59 perc | Berendelték a 4. évadot            |
| A Mercury-program űrhajósai (The Right Stuff)                              | történelmi dráma                                | 2020. október 9.     | 1 évad, 8 rész    | 46–53 perc | Befejezett                         |
| WandaVízió (WandaVision)                                                   | romantikus, dráma, sci-fi, fantasy, szuperhősök | 2021. január 15.     | 9 epizód          | 31–51 perc | Minisorozat                        |
| A Sólyom és a Tél Katonája (The Falcon and the Winter Soldier)             | sci-fi, szuperhősök, akció/kaland, haverfilm    | 2021. március 19.    | 6 epizód          | 51–62 perc | Minisorozat                        |
| Loki (Loki)                                                                | sci-fi, fantasy, szuperhősök, akció/kaland      | 2021. június 9.      | 2 évad, 12 epizód | 44–59 perc | Függőben                           |
| A Titokzatos Benedict Társaság (The Mysterious Benedict Society)           | családi, akció/kaland                           | 2021. június 25.     | 2 évad, 16 epizód | 39–59 perc | Befejezett                         |
| Sólyomszem (Hawkeye)                                                       | szuperhősök, ackió/kaland, haverfilm            | 2021. november 24.   | 6 epizód          | 42–62 perc | Minisorozat                        |
| Boba Fett könyve (The Book of Boba Fett)                                   | sci-fi, ackió/kaland                            | 2021. december 29.   | 1 évad, 7 epizód  | 40–62 perc | Minisorozat                        |
| Holdlovag (Moon Knight)                                                    | fantasy, szuperhősök, akció/kaland              | 2022. március 30.    | 6 epizód          | 45–54 perc | Minisorozat                        |
| Obi-Wan Kenobi (Obi-Wan Kenobi)                                            | sci-fi, ackió/kaland                            | 2022. május 27.      | 6 epizód          | 39–56 perc | Minisorozat                        |
| Andor (Andor)                                                              | sci-fi, kém/hírszerzés, családi, akció/kaland   | 2022. szeptember 21. | 1 évad, 12 epizód | 38–57 perc | Berendelték a befejező, 2. évadot. |
| Willow (Willow)                                                            | fantasy, ackió/kaland                           | 2022. november 30.   | 1 évad, 8 epizód  | 46–57 perc | Befejezett                         |
| A nemzet aranya: A történelem peremén (National Treasure: Edge of History) | akció/kaland                                    | 2022. december 14.   | 1 évad, 10 epizód | 45–51 perc | Befejezett                         |
| Sikerikrek (The Crossover)                                                 | sport, dráma, felnőtté válás                    | 2023. április 5.     | 1 évad, 8 epizód  | 26–36 perc | Függőben                           |
| Titkos invázió (Secret Invasion)                                           | kém/hírszerzés, szuperhősök, akció/kaland       | 2023. június 21.     | 6 epizód          | 44–58 perc | Minisorozat                        |
| Ahsoka (Ahsoka)                                                            | sci-fi, akció/kaland                            | 2023. augusztus 22.  | 1 évad, 8 epizód  | 37–57 perc | Berendelték a következő évadot     |
| Percy Jackson és az olimposziak (Percy Jackson and the Olympians)          | családi, fantasy, akció/kaland                  | 2023. december 19.   | 1 évad, 8 epizód  | 33–45 perc | Berendelték a következő évadot     |
| Echo (Echo)                                                                | dráma, szuperhősök, bűnügyi, akció/kaland       | 2024. január 9.      | 5 epizód          | 36–50 perc | Minisorozat                        |

### Vígjátékok
| Cím (zárójelben az eredeti cím)                                                          | Műfíj                                                       | Premier             | Évadok            | Játékidő   | Státusz                        |
| ---------------------------------------------------------------------------------------- | ----------------------------------------------------------- | ------------------- | ----------------- | ---------- | ------------------------------ |
| High School Musical: A musical: A sorozat (High School Musical: The Musical: The Series) | romantikus, dráma, felnőtté válás, vígjáték, zene           | 2019. november 12.  | 4 évad, 38 epizód | 31–64 perc | Befejezett                     |
| Egy leendő elnök naplója (Diary of a Future President)                                   | felnőtté válás, családi, vígjáték                           | 2020. január 17.    | 2 évad, 20 epizód | 27–36 perc | Befejezett                     |
| Kerge Kacsák: Így kell tarolni! (The Mighty Ducks: Game Changers)                        | sport, dráma, vígjáték                                      | 2021. március 26.   | 2 évad, 20 epizód | 27–43 perc | Befejezett                     |
| A nagy dobás (Big Shot)                                                                  | sport, dráma, vígjáték                                      | 2021. április 16.   | 2 évad, 20 epizód | 32–54 perc | Befejezett                     |
| Egyik kopó, másik eb (Turner & Hooch)                                                    | rendőrségi, vígjáték, procedurális, akció/kaland, haverfilm | 2021. július 21.    | 1 évad, 12 epizód | 46–53 perc | Befejezett                     |
| Dr. Doogie (Doogie Kameāloha, M.D.)                                                      | vígjáték, orvosi dráma                                      | 2021. szeptember 8. | 2 évad, 20 epizód | 30–41 perc | Befejezett                     |
| Mesék odaátról (Just Beyond)                                                             | horror, felnőtté válás, antológia, vígjáték                 | 2021. október 13.   | 1 évad, 8 epizód  | 26–35 perc | Befejezett                     |
| Ms. Marvel (Ms. Marvel)                                                                  | felnőtté válás, vígjáték, szuperhősök, akció/kaland         | 2022. június 8.     | 6 epizód          | 48–52 perc | Minisorozat                    |
| Amazon: Ügyvéd (She-Hulk: Attorney at Law)                                               | sci-fi, vígjáték, szuperhősök, akció/kaland                 | 2022. augusztus 18. | 9 epizód          | 31–38 perc | Minisorozat                    |
| Télapuk (The Santa Clauses)                                                              | családi, vígjáték, fantasy                                  | 2022. november 16.  | 2 évad, 12 epizód | 30–37 perc | Függőben                       |
| The Muppets Mayhem (The Muppets Mayhem)                                                  | családi, vígjáték, zene                                     | 2023. május 10.     | 1 évad, 10 epizód | 26–32 perc | Befejezett                     |
| Egy kínai Amerikája (American Born Chinese)                                              | felnőtté válás, vígjáték, fantasy, akció/kaland             | 2023. május 24.     | 1 évad, 8 epizód  | 32–45 perc | Befejezett                     |
| Libabőr (Goosebumps)                                                                     | horror, vígjáték, fantasy                                   | 2023. október 13.   | 1 évad, 10 epizód | 37–48 perc | Berendelték a következő évadot |

### Animációk
| Cím (zárójelben az eredeti cím)                                             | Műfaj                                                  | Premier             | Évadok            | Játékidő   | Státusz                                |
| --------------------------------------------------------------------------- | ------------------------------------------------------ | ------------------- | ----------------- | ---------- | -------------------------------------- |
| Star Wars: A Rossz Osztag (Star Wars: The Bad Batch)                        | sci-fi, animáció, akció/kaland                         | 2021. május 4.      | 3 évad, 47 epizód | 24–76 perc | A befejező évadot 2024-ben mutatják be |
| Szörnyszakik (Monsters at Work)                                             | családi, vígjáték, animáció                            | 2021. július 7.     | 1 évad, 10 epizód | 27–30 perc | Berendelték a következő évadot         |
| Chip és Dale – Élet a parkban (Chip 'n' Dale: Park Life)                    | vígjáték, gyerekműsor, animáció, haverfilm             | 2021. július 28.    | 2 évad, 25 epizód | 23 perc    | Függőben                               |
| Mi lenne, ha…? (What If...?)                                                | sci-fi, antológia, animáció, szuperhősök, akció/kaland | 2021. augusztus 11. | 2 évad, 18 epizód | 29–38 perc | Berendelték a következő ébadot         |
| A Proud család: Kamaszok és panaszok (The Proud Family: Louder and Prouder) | vígjáték                                               | 2022. február 23.   | 2 évad, 20 epizód | 25–32 perc | 3. évad berendelve                     |
| Star Wars: Fiatal Jedik kalandjai (Star Wars: Young Jedi Adventures)        | sci-fi, gyerekműsor, animáció, akció/kaland            | 2023. május 4.      | 1 évad, 7 epizód  | 26–27 perc | Függőben                               |

### Nem szkriptelt műsorok

#### Dokusorozatok
| Cím (zárójelben az eredeti cím)                                             | Műfaj                                           | Premier              | Évadok            | Játékidő     | Státusz                        |
| --------------------------------------------------------------------------- | ----------------------------------------------- | -------------------- | ----------------- | ------------ | ------------------------------ |
| Marvel Hős Projekt (Marvel's Hero Project)                                  | dokusorozat, családi                            | 2019. november 12.   | 1 évad, 20 epizód | 25–29 perc   | Befejezett                     |
| A képzelet világa – A Disney-parkok története (The Imagineering Story)      | dokusorozat, történelmi                         | 2019. november 12.   | 6 epizód          | 62–69 perc   | Minisorozat                    |
| Jeff Goldblum világa (The World According to Jeff Goldblum)                 | dokusorozat, életmód                            | 2019. november 12.   | 2 évad, 22 epizód | 22–31 perc   | Befejezett                     |
| Kölyökkutyák kiképzésen (Pick of the Litter)                                | dokusorozat                                     | 2019. december 20.   | 1 évad, 6 epizód  | 28–36 perc   | Befejezett                     |
| Disney-kellékvadászat (Prop Culture)                                        | dokusorozat                                     | 2020. május 1.       | 1 évad, 8 epizód  | 29–37 perc   | Befejezett                     |
| Kutya egy élet Bill Farmerrel (It's a Dog's Life with Bill Farmer)          | dokusorozat, családi, állatvilág/természet      | 2020. május 15.      | 1 évad, 10 epizód | 22–24 perc   | Befejezett                     |
| Észbontúra (Rogue Trip)                                                     | dokusorozat, haverfilm                          | 2020. július 24.     | 1 évad, 6 epizód  | 35–39 perc   | Befejezett                     |
| Honnan indultak? (Becoming)                                                 | dokusorozat, életrajzi, családi                 | 2020. szeptember 18. | 1 évad, 10 epizód | 25–26 perc   | Befejezett                     |
| Varázslat a Disney's Animal Kingdomban (Magic of Disney's Animal Kingdom)   | dokusorozat, családi, állatvilág/természet      | 2020. szeptember 25. | 2 évad, 18 epizód | 36–41 perc   | Befejezett                     |
| Csimpánzmenedék (Meet the Chimps)                                           | dokusorozat, családi, állatvilág/természet      | 2020. október 16.    | 1 évad, 6 epizód  | 35–42 perc   | Befejezett                     |
| Marvel 616 (Marvel's 616)                                                   | dokusorozat                                     | 2020. november 20.   | 1 évad, 8 epizód  | 40–72 perc   | Befejezett                     |
| Lábujjhegyen (On Pointe)                                                    | dokusorozat                                     | 2020. december 18.   | 1 évad, 6 epizód  | 39–53 perc   | Befejezett                     |
| A bálnák titkai (Secrets of the Whales)                                     | dokusorozat, állatvilág/természet               | 2021. április 22.    | 4 epizód          | 47–51 perc   | Minisorozat                    |
| Mi van a látványosság mögött (Behind the Attraction)                        | dokusorozat, családi                            | 2021. július 21.     | 2 évad, 16 epizód | 38–50 perc   | Függőben                       |
| Állati gyerekmesék (Growing Up Animal)                                      | dokusorozat, családi, állatvilág/természet      | 2021. augusztus 18.  | 1 évad, 6 epizód  | 48–54 perc   | Befejezett                     |
| Csillagok között (Among the Stars)                                          | dokusorozat                                     | 2021. október 16.    | 6 epizód          | 41–54 perc   | Minisorozat                    |
| The Beatles: Get Back                                                       | dokusorozat, történelmi, zene                   | 2021. november 25.   | 3 epizód          | 139–174 perc | Minisorozat                    |
| Üdv a Földön! (Welcome to Earth)                                            | dokusorozat, családi, állatvilág/természet      | 2021. december 8.    | 1 évad, 6 epizód  | 36–44 perc   | Befejezett                     |
| Vázlatfüzet (Sketchbook)                                                    | dokusorozat                                     | 2022. április 27.    | 1 évad, 6 epizód  | 22–23 perc   | Befejezett                     |
| Gyönyörű Amerika (America the Beautiful)                                    | dokusorozat, állatvilág/természet               | 2022. július 4.      | 1 évad, 6 epizód  | 46–49 perc   | Befejezett                     |
| Light & Magic                                                               | dokusorozat                                     | 2022. július 27.     | 6 epizód          | 54–63 perc   | Minisorozat                    |
| Fantasztikus kalandok Bertie Gregoryval (Epic Adventures of Bertie Gregory) | dokusorozat, állatvilág/természet, akció/kaland | 2022. szeptember 8.  | 1 évad, 5 epizód  | 40–48 perc   | Befejezett                     |
| Felnőtté válás (Growing Up)                                                 | felnőtté válás, dokusorozat                     | 2022. szeptember 8.  | 1 évad, 10 epizód | 23–29 perc   | Befejezett                     |
| Természet/Feletti (Super/Natural)                                           | állatvilág/természet                            | 2022. szeptember 21. | 1 évad, 6 epizód  | 42–48 perc   | Befejezett                     |
| Roncsvadászok: Ausztrália (Shipwreck Hunters Australia)                     | dokusorozat                                     | 2022. október 5.     | 1 évad, 6 epizód  | 47–53 perc   | Befejezett                     |
| Példaképünk: Beckham (Save Our Squad with David Beckham)                    | sport, dokusorozat                              | 2022. november 9.    | 4 epizód          | 43–47 perc   | Minisorozat                    |
| Határtalanul Chris Hemsworth-szel (Limitless with Chris Hemsworth)          | dokusorozat, életmód, akció/kaland              | 2022. november 16.   | 1 évad, 6 epizód  | 45–75 perc   | Berendelték a következő évadot |
| Hullámok hátán (Chasing Waves)                                              | dokusorozat, sport                              | 2023. január 11.     | 1 évad, 8 epizód  | 35–50 perc   | Befejezett                     |
| Marvel Szuperhősnők (MPower)                                                | dokusorozat                                     | 2023. március 8.     | 4 epizód          | 36–41 perc   | Minisorozat                    |
| Rennervációk (Rennervations)                                                | valóságshow, családi, életmód                   | 2023. április 12.    | 1 évad, 4 epizód  | 48–51 perc   | Befejezett                     |
| Matildas: A világ a lábunk előtt (Matildas: The World at Our Feet)          | sport, dokusorozat                              | 2023. április 26.    | 6 epizód          | 40–42 perc   | Minisorozat                    |
| Ed Sheeran: Mindent összegezve (Ed Sheeran: The Sum of It All)              | életrajzi, dokusorozat, zene                    | 2023. május 3.       | 4 epizód          | 31–34 perc   | Minisorozat                    |
| Az állatok világa Bertie Gregoryval (Animals Up Close with Bertie Gregory)  | dokusorozat, állatvilág/természet, akció/kaland | 2023. szeptember 13. | 1 évad, 6 epizód  | 38–44 perc   | Függőben                       |
| Egy igazi bogár élete (A Real Bug's Life)                                   | dokusorozat, állatvilág/természet               | 2024. január 24.     | 1 évad, 5 epizód  | 31–32 perc   | Függőben                       |
| A kórus (Choir)                                                             | családi, dokusorozat, zene                      | 2024. január 31.     | 1 évad, 6 epizód  | 43–48 perc   | Függőben                       |

#### Valóságshow-k
| Cím (zárójelben az eredeti cím)   | Műfaj                   | Premier            | Évadok            | Játékidő   | Státusz    |
| --------------------------------- | ----------------------- | ------------------ | ----------------- | ---------- | ---------- |
| Ráadás! (Encore!)                 | valóságshow, zene       | 2019. november 12. | 1 évad, 12 epizód | 52–59 perc | Befejezett |
| Barkácsverseny (Shop Class)       | vetélkedőműsor, családi | 2020. február 20.  | 1 évad, 8 epizód  | 41–45 perc | Befejezett |
| Be Our Chef                       | vetélkedőműsor, családi | 2020. március 27.  | 1 évad, 11 epizód | 24–28 perc | Befejezett |
| Fantasztikus fogások (Foodtastic) | vetélkedőműsor, családi | 2021. december 15. | 1 évad, 11 epizód | 42–45 perc | Befejezett |
| A küldetés (The Quest)            | vetélkedőműsor          | 2022. május 11.    | 1 évad, 8 epizód  | 40–47 perc | Befejezett |
| Családban marad (Family Reboot)   | valóságshow             | 2022. június 15.   | 1 évad, 6 epizód  | 24–25 perc | Befejezett |

#### Varietéműsorok
| Cím (zárójelben az eredeti cím)                                         | Műfaj                                        | Premier             | Évadok            | Játékidő   | Státusz    |
| ----------------------------------------------------------------------- | -------------------------------------------- | ------------------- | ----------------- | ---------- | ---------- |
| A nagy kamu (The Big Fib)                                               | vetélkedőműsor, családi                      | 2020. május 22.     | 1 évad, 30 epizód | 23–26 perc | Befejezett |
| Muppetek most (Muppets Now)                                             | varieté, családi, vígjáték, életmód, paródia | 2020. július 31.    | 1 évad, 6 epizód  | 27–30 perc | Befejezett |
| Föld hívja Nedet (Earth to Ned)                                         | beszélgetős műsor                            | 2020. szeptember 4. | 1 évad, 20 epizód | 24–28 perc | Befejezett |
| A Föld hangulatai (Earth Moods)                                         | antológia, állatvilág/természet              | 2021. április 16.   | 1 évad, 5 epizód  | 31 perc    | Befejezett |
| Egy asztalnál Robin Robertsszel (Turning the Tables with Robin Roberts) | beszélgetős műsor                            | 2021. július 28.    | 2 évad, 8 epizód  | 26–29 perc | Függőben   |
| Donna Hay karácsonya (Donna Hay Christmas)                              | valóságshow, életmód                         | 2022. november 2.   | 1 évad 4 epizód   | 24–39 perc | Függőben   |

### Rövidfilmek
Ezek olyan műsorok, ahol az epizódok hossza általában kevesebb mint 20 perc.
| Cím (zárójelben az eredeti cím)                                           | Műfaj                                                | Premier              | Évadok            | Játékidő   | Státusz                 |
| ------------------------------------------------------------------------- | ---------------------------------------------------- | -------------------- | ----------------- | ---------- | ----------------------- |
| Családi vasárnap a Disney-vel ('Disney Family Sundays)                    | DIY                                                  | 2019. november 12.   | 1 évad, 40 epizód | 6–11 perc  | Befejezett              |
| Villi villámkérdései (Forky Asks a Question)                              | családi, vígjáték, animáció                          | 2019. november 12.   | 1 évad, 10 epizód | 6–8 perc   | Befejezett              |
| Pixar a való életben (Pixar in Real Life)                                 | valóságshow, családi, vígjáték                       | 2019. november 12.   | 1 évad, 11 epizód | 5–7 perc   | Befejezett              |
| SparkShorts                                                               | családi, fantasy, animáció                           | 2019. november 12.   | 1 évad, 11 epizód | 6–13 perc  | Függőben                |
| Egy nap a Disney-nél (One Day at Disney Shorts)                           | családi, dokusorozat                                 | 2019. december 6.    | 1 évad, 51 epizód | 5–10 perc  | Befejezett              |
| Rövidzárlat (Short Circuit)                                               | családi, antológia, animáció                         | 2020. január 24.     | 2 évad, 20 epizód | 5–8 perc   | Befejezett              |
| Disney bennfentes (Disney Insider)                                        | dokusorozat                                          | 2020. március 20.    | 1 évad, 14 epizód | 16–23 perc | Befejezett              |
| Zenimáció (Zenimation)                                                    | animáció                                             | 2020. május 22.      | 2 évad 20 epizód  | 5–50 perc  | Befejezett              |
| A Pixar belülről (Inside Pixar)                                           | dokusorozat                                          | 2020. november 13.   | 1 évad, 20 epizód | 10–16 perc | Befejezett              |
| Mickey egér csodálatos világa (The Wonderful World of Mickey Mouse)       | vígjáték, gyerekműsor, animáció, akció/kaland        | 2020. november 18.   | 1 évad, 20 epizód | 9 perc     | Befejezett              |
| Marvel LEGENDÁK (Marvel Studios: Legends)                                 | szuperhősök, rövidfilm                               | 2021. január 8.      | 1 évad, 17 epizód | 6–12 perc  | Függőben                |
| Pixar Popcorn                                                             | családi, antológia, animáció                         | 2021. január 22.     | 1 évad, 11 epizód | 2–24 perc  | Befejezett              |
| Star Wars járművei mozgásban (Star Wars Vehicle Flythroughs)              | sci-fi, antológia                                    | 2021. május 4.       | 1 évad, 2 epizód  | 4–5 perc   | Befejezett              |
| Launchpad                                                                 | antológia                                            | 2021. május 28.      | 1 évad, 6 epizód  | 14–21 perc | Megújítva               |
| A Disney bemutatja: Goofy – Hogyan maradjunk otthon (How to Stay at Home) | családi, vígjáték, animáció                          | 2021. augusztus 11.  | 1 évad, 4 epizód  | 3–6 perc   | Befejezett              |
| Kutyavilág (Dug Days)                                                     | családi, vígjáték, animáció                          | 2021. szeptember 1.  | 1 évad, 5 epizód  | 10–13 perc | Befejezett              |
| Star Wars: Látomások (Star Wars: Visions)                                 | sci-fi, anime, antológia, animáció, akció/kaland     | 2021. szeptember 22. | 2 évad, 18 epizód | 15–24 perc | Függőben                |
| Star Wars: Hangok galaxisa (Star Wars: Galaxy of Sounds)                  | sci-fi, antológia                                    | 2021. szeptember 29. | 1 évad, 7 epizód  | 7–9 perc   | Befejezett              |
| Olaf bemutatja (Olaf Presents)                                            | családi, antológia, vígjáték, animáció, paródia      | 2021. november 12.   | 1 évad, 6 epizód  | 5–12 perc  | Befejezett              |
| Jégkorszak: Motkány kalandjai (Ice Age: Scrat Tales)                      | családi, vígjáték, animáció                          | 2022. április 13.    | 1 évad, 6 epizód  | 4–5 perc   | Befejezett              |
| Baymax! (Baymax!)                                                         | sci-fi, családi, vígjáték, animáció                  | 2022. június 29.     | 1 évad, 6 epizód  | 10-11 perc | Befejezett              |
| Én vagyok Groot (I Am Groot)                                              | családi, vígjáték, animáció                          | 2022. augusztus 10.  | 2 évad, 10 epizód | 6 perc     | Függőben                |
| Verdák az utakon (Cars on the Road)                                       | családi, vígjáték, animáció, akció/kaland, haverfilm | 2022. szeptember 8.  | 1 évad, 9 epizód  | 10–14 perc | Befejezett              |
| Star Wars: Jedihistóriák (Tales of the Jedi)                              | sci-fi, antológia, animáció, akció/kaland            | 2022. október 26.    | 1 évad, 6 epizód  | 13–19 perc | Berendelték a 2. évadot |
| Zootropolis+ (Zootopia+)                                                  | családi, antológia, vígjáték, animáció               | 2022. november 9.    | 1 évad, 6 epizód  | 10–12 perc | Befejezett              |
| Kizazi Moto: A Tűz Nemzedéke (Kizazi Moto: Generation Fire)               | sci-fi, antológia, animáció                          | 2023. július 5.      | 1 évad, 10 epizód | 15–17 perc | Függőben                |

### Folytatások
Ezeknek a műsoroknak az újabb évadait a Disney+ kezdte sugározni azt követően, hogy a korábbi évadok más csatornákon szerepeltek.
| Cím (zárójelben az eredeti cím)                                    | Műfaj                          | Premier             | Évadok            | Játékidő   | Korábbi csatorna                              | Status     |
| ------------------------------------------------------------------ | ------------------------------ | ------------------- | ----------------- | ---------- | --------------------------------------------- | ---------- |
| Disney's Fairy Tale Weddings (2. évad)                             | dokusorozat                    | 2020. február 14.   | 1 évad, 8 epizód  | 36–41 perc | Freeform                                      | Befejezett |
| Star Wars: A klónok háborúja (Star Wars: The Clone Wars) (7. évad) | sci-fi, animáció, ackió/kaland | 2020. február 21.   | 1 évad, 12 epizód | 22–31 perc | Cartoon Network (1-5. évad) Netflix (6. évad) | Befejezett |
| Különös, de igaz! (Weird but True!) (3. évad)                      | dokusorozat                    | 2020. augusztus 14. | 1 évad, 13 epizód | 23–26 perc | National Geographic                           | Befejezett |

### Különkiadások
Saját gyártású televíziós sorozatok vagy filmek kiegészítő tartalmai.

#### Egy részből álló különkiadások
| Cím | Műfaj                                         | Premier              | Játékidő      |
| --- | --------------------------------------------- | -------------------- | ------------- |
| Egy nap a Disney-nél (One Day at Disney)                                                                                         | dokumentumfilm, családi                       | 2019. december 3.    | 1 óra, 1 perc |
| Szerelmes hangjegyek: A musical: Különleges kiadás (High School Musical: The Musical: The Series: The Special)                   | dokumentumfilm, zene                          | 2019. december 14.   | 23 perc       |
| Az igazi Mercury-program (The Real Right Stuff)                                                                                  | dokumentumfilm, történelmi                    | 2020. november 20.   | 1 óra 30 perc |
| Szerelmes hangjegyek: A musical: Ünnepi kiadás (High School Musical: The Musical: The Holiday Special)                           | varieté, zene                                 | 2020. december 11.   | 47 perc       |
| A kreativitás szikrája (A Spark Story)                                                                                           | dokumentumfilm                                | 2021. szeptember 24. | 1 óra 28 perc |
| A sisak alatt: Boba Fett örökséde (Under the Helmet: The Legacy of Boba Fett)                                                    | dokumentumfilm                                | 2021. november 12.   | 22 perc       |
| Mickey egér csodálatos tele (The Wonderful Winter of Mickey Mouse)                                                               | vígjáték, gyerekműsor, animáció, akció/kaland | 2022. február 18.    | 24 perc       |
| Mickey egér csodálatos tavasza (The Wonderful Spring of Mickey Mouse)                                                            | vígjáték, gyerekműsor, animáció, akció/kaland | 2022. március 25.    | 23 perc       |
| Disney Galéria / Star Wars: Boba Fett könyve (Disney Gallery: The Book of Boba Fett)                                             | dokumentumfilm                                | May 4, 2022          | 1 h 3 min     |
| Mickey egér csodálatos nyara (The Wonderful Summer of Mickey Mouse)                                                              | vígjáték, gyerekműsor, animáció, akció/kaland | 2022. július 8.      | 23 perc       |
| Andor: A Disney+ Day Special Look                                                                                                | dokumentumfilm                                | 2022. szeptember 8.  | 10 perc       |
| Obi-Wan Kenobi: Egy jedi visszatérése (Obi-Wan Kenobi: A Jedi's Return)                                                          | dokumentumfilm                                | 2022. szeptember 8.  | 1 óra         |
| Mickey egér csodálatos ősze (The Wonderful Autumn of Mickey Mouse)                                                               | vígjáték, gyerekműsor, animáció, akció/kaland | 2022. november 18.   | 24 perc       |
| Willow: A varázslat mögött (Willow: Behind the Magic)                                                                            | dokumentumfilm                                | 2023. január 25.     | 34 perc       |
| Mickey egér csodálatos világa: Bolondos gőzhajó (The Wonderful World of Mickey Mouse: Steamboat Silly)                           | scaládi, vígjáték, animáció                   | 2023. július 28.     | 9 perc        |
| Egy hős utazása: Így készült a Percy Jackson és az olimposziak (A Hero's Journey: The Making of Percy Jackson and the Olympians) | dokumentumfilm                                | 2024. január 30.     | 50 perc       |

#### Epizodikus különkiadások
| Cím | Múfaj                                             | Premier           | Évadok            | Játékidő   | Státusz     |
| --- | ------------------------------------------------- | ----------------- | ----------------- | ---------- | ----------- |
| Szerelmes hangjegyek: A musical: Énekeljünk együtt (High School Musical: The Musical: The Series: Sing-Along) | romantikus, dráma, felnőtté válás, vígjáték, zene | 2020. január 19.  | 1 évad, 10 epizód | 32–40 perc | Befejezett  |
| Disney Galéria / Star Wars: A mandalóri (Disney Gallery: The Mandalorian)                                     | dokusorozat                                       | 2020. május 4.    | 2 évad, 10 epizód | 19–69 perc | Függőben    |
| A messze hívó szó: A Jégvarázs 2 születése (Into the Unknown: Making Frozen II)                               | családi, dokusorozat                              | 2020. június 26.  | 1 évad, 6 epizód  | 31–45 perc | Befejezett  |
| Marvel Studios: Betekintés (Marvel Studios: Assembled)                                                        | dokusorozat                                       | 2021. március 12. | 1 évad, 9 epizód  | 42–67 perc | Függőben    |
| Fekete Párduc 2. – A film zenéje (Voices Rising: The Music of Wakanda Forever)                                | dokusorozat, zene                                 | 2023. február 28. | 3 epizód          | 22–33 perc | Minisorozat |

### Nem angol nyelvű sorozatok
A Disney+ rendelkezik saját gyártású sorozatokkal nem csak angol, hanem egyéb más nyelveken is. Ezek a sorozatok sok esetben nem minden országban érhetőek el.

#### Dráma
| Cím (zárójelben az eredeti cím)                                     | Műfaj                         | Premier              | Évad(ok)          | Játékidő   | Nyelv    | Státusz                        |
| ------------------------------------------------------------------- | ----------------------------- | -------------------- | ----------------- | ---------- | -------- | ------------------------------ |
| Párhuzamosok (Para//èles)                                           | dráma, sci-fi                 | 2022. március 23.    | 1 évad, 6 epizód  | 34–43 perc | Francia  | Befejezett                     |
| Mindig csak én (Siempre fui yo)                                     | dráma, rejtély, zene          | 2022. június 15.     | 1 évad, 10 epizód | 38–55 perc | Spanyol  | Berendelték a következő évadot |
| Tierra Incógnita (Tierra Incógnita)                                 | dráma, horror, felnőtté válás | 2022. szeptember 8.  | 1 évad, 8 epizód  | 35–44 perc | Spanyol  | Függőben                       |
| Siker, jövök! (O Coro: Sucesso, Aqui Vou Eu)                        | dráma, zene                   | 2022. szeptember 28. | 1 évad, 10 epizód | 37–45 perc | Portugál | Befejezett                     |
| Utazás a Föld középpontja felé (Journey to the Center of the Earth) | sci-fi, akció/kaland          | 2023. április 5.     | 1 évad, 8 epizód  | 20–37 perc | Spanyol  | Befejezett                     |
| FreeKs (FreeKs)                                                     | rejtély, dráma, zene          | 2023. június 28.     | 1 évad, 13 epizód | 25–46 perc | Spanyol  | Függőben                       |

#### Vígjáték
| Cím (zárójelben az eredeti cím)                                 | Műfaj                          | Premier            | Évad(ok)          | Játékidő   | Nyelv    | Státusz                        |
| --------------------------------------------------------------- | ------------------------------ | ------------------ | ----------------- | ---------- | -------- | ------------------------------ |
| Összefűzött idők (Entrelazados)                                 | zene, fantasy, dráma           | 2021. november 12. | 2 évad, 17 epizód | 37–53 perc | Spanyol  | Függőben                       |
| Hétvégi család (Weekend Family)                                 | családi, vígjáték              | 2022, február 23.  | 2 évad, 16 epizód | 25–33 perc | Francia  | Függőben                       |
| Minden marad a régi… vagy nem (Tudo Igual... SQN!)              | vígjáték, dráma                | 2022. május 25.    | 1 évad, 10 epizód | 34–45 perc | Portugál | Berendelték a következő évadot |
| Papák rendelésre (Papás por encargo)                            | vígjáték, dráma, zene          | 2022. július 13.   | 1 évad, 10 epizód | 28-36 perc | Spanyol  | Berendelték a következő évadot |
| Szumózzak vagy ne? (Sumo Do, Sumo Don't)                        | sport, dráma, vígjáték         | 2022. október 26.  | 1 évad, 10 epizód | 43–56 perc | Japán    | Függőben                       |
| @Gina Yei: #TeljesSzivembol (@Gina Yei: #WithAllMyHeartAndMore) | dráma, vígjáték, zene          | 2023. január 11.   | 1 évad, 12 epizód | 38–51 perc | Spanyol  | Befejezett                     |
| Mila és a multiverzum (Mila in the Multiverse)                  | sci-fi, vígjáték, akció/kaland | 2023. január 25.   | 1 évad, 8 epizód  | 22–32 perc | Portugál | Függőben                       |
| A zene forradalma (El club de los graves)                       | vígjáték, dráma, zene          | 2023. február 22.  | 1 évad, 10 epizód | 28–36 perc | Spanyol  | Befejezett                     |
| Te vagy az álmom (It's All Right!)                              | vígjáték, zene                 | 2023. április 12.  | 4 epizód          | 28–36 perc | Portugál | Minisorozat                    |

#### Nem szkriptelt műsorok
| Cím                          | Műfaj             | Premier           | Évad(ok)          | Játékidő   | Nyelv   | Státusz  |
| ---------------------------- | ----------------- | ----------------- | ----------------- | ---------- | ------- | -------- |
| A Montanerek (The Montaners) | valóságshow, zene | 2022. november 9. | 1 évad, 10 epizód | 40–62 perc | Spanyol | Függőben |

### Exkluzív nemzetközi tartalmak
| Cím                                                                          | Műfaj                      | Eredeti csatorna | Premier            | Évadok            | Játékidő    | Nyelv    | Exkluzív régió(k)      | Státusz  |
| ---------------------------------------------------------------------------- | -------------------------- | ---------------- | ------------------ | ----------------- | ----------- | -------- | ---------------------- | -------- |
| Mickey egér-klub (Malajziai változat) (Club Mickey Mouse Malaysia) (4. évad) | varieté                    | Disney+ Hotstar  | 2021. november 12. | 1 évad, 13 epizód | 24–26 perc  | angol    | Kiválasztott régiókban | Függőben |
| Snowdrop                                                                     | romantikus, vígjáték       | JTBC             | 2021. december 18. | 1 évad, 16 epizód | 74–100 perc | koreai   | Kiválasztott régiókban | Függőben |
| Édes végzet Delicacies Destiny                                               | dráma, romantikus vígjáték | Bilibili         | 2022. április 7.   | 1 évad, 17 epizód | 27–51 perc  | mandarin | Kiválasztott régiókban | Függőben |

## Lásd még
- A Disney+ saját gyártású filmjeinek listája